# بازپیوندی

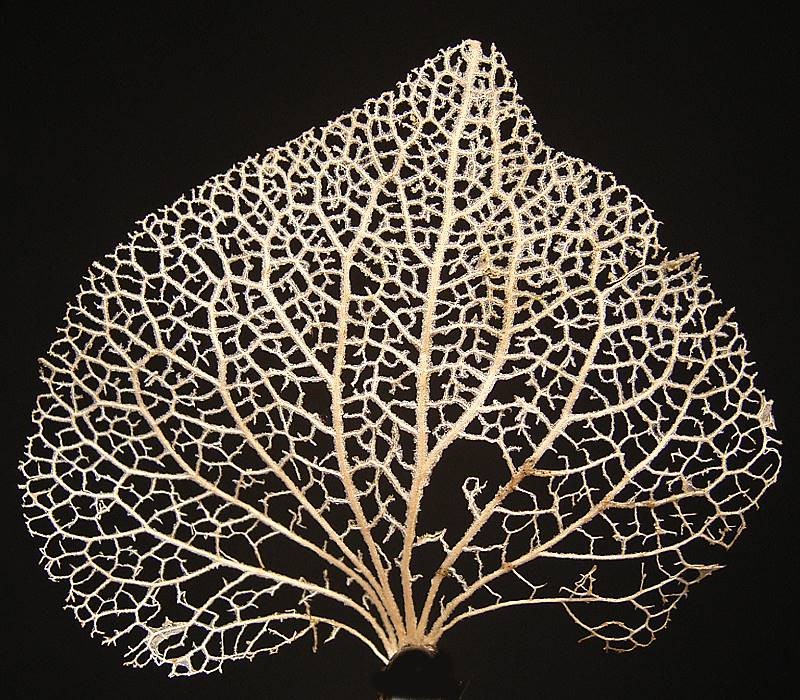
نگاره‌ای از ساختار اسکلتی رگ برگ‌ها و همپیوندی آنها

بازپیوندی (به انگلیسی: Anastomosis) و (به آلمانی: Anastomose) به معنای پیوند دوبارهٔ دو جریان است که در گذشته از هم جدا شده بودند برای مثال در رگ‌ها و رگ برگ‌ها. این واژه در دانش‌هایی همچون زیست‌شناسی، قارچ‌شناسی، داروسازی، زمین‌شناسی، جغرافیا و مهرازی کاربردهای گوناگونی دارد.
برای نمونه در دانش پزشکی این عبارت برای بیان برخی پیوندها و ساختارهای میان رگ‌ها استفاده می‌شود. برای مثال ریزرگ‌ها (به انگلیسی:Venule) که رگ‌های بسیار باریکی هستند با قطر ۷ تا ۵۰ میکرومتر می‌توانند به ندرت از بازپیوندی گونه بتا ی گلبول‌های قرمز با گلبول‌های سفید به وجود آیند.
در دانش زیست‌شناسی و به ویژه در نظریهٔ تکامل عبارت بازپیوندی دودمان جانداران عبارت رایجی است که به معنای تبدیل شدن گروه‌های جانوری به یک شکل واحد است. در قارچ‌شناسی واژهٔ بازپیوندی به معنای تولید مثل میان انواع گوناگون قارچ‌ها است. همچنین این واژه برای بیان برخی پیوندها و ساختارهای میان رگ برگ‌ها ی گیاهان استفاده می‌شود.
در دانش زمین‌شناسی این عبارت به معنای تبلور مجدد حالت جامد سنگ‌هایی است که از قبل وجود داشته‌اند همچون کوارتز.
در دانش جغرافیا این عبارت با نام دیگر واجریان (به انگلیسی:Anabranch) شناخته می‌شود و به معنای به هم پیوستن جریان‌هایی از یک رود است که در یک مسیر پیش می‌روند و گاه از یکدیگر جدا می‌شوند و دوباره به هم می‌پیوندند.

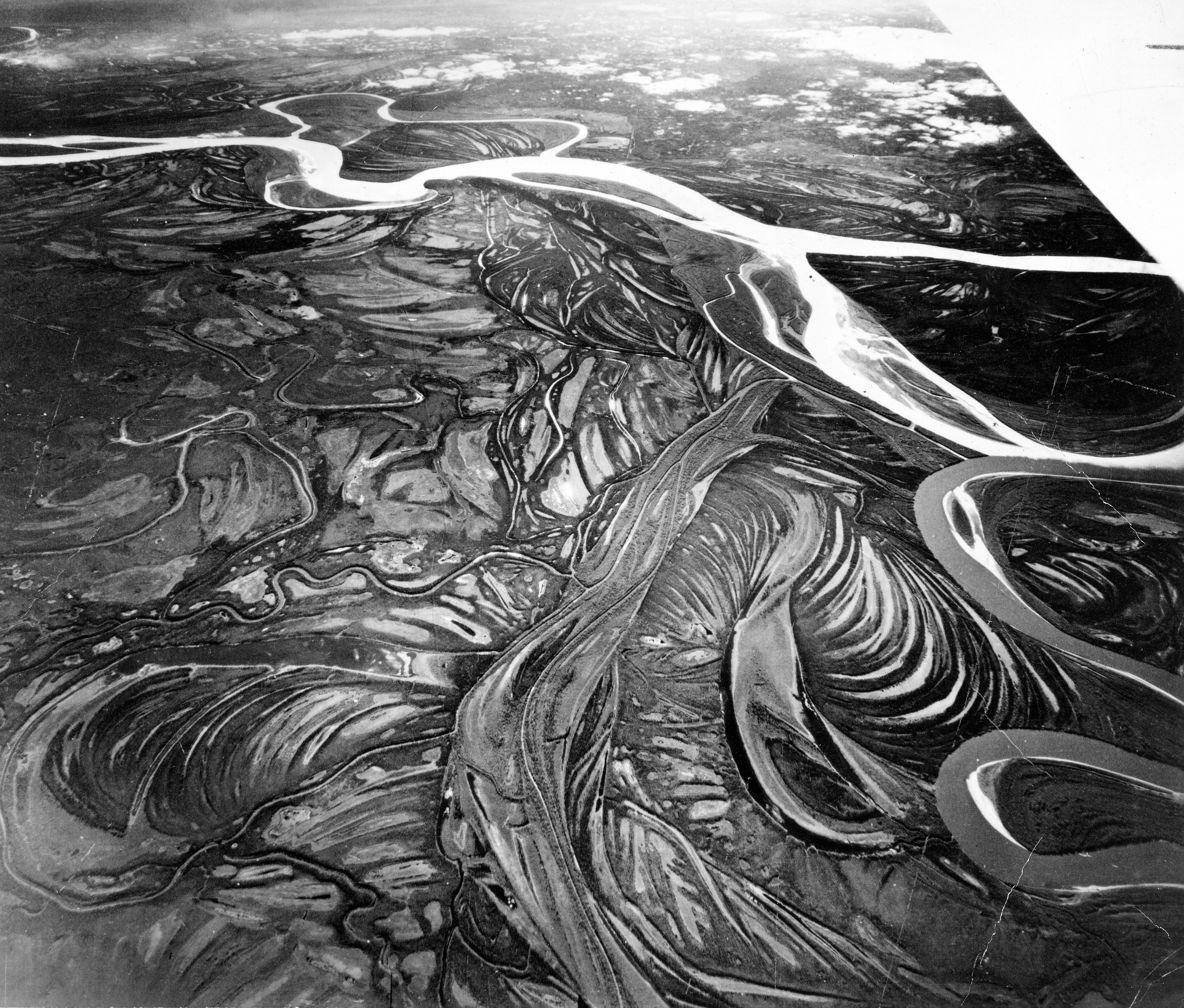
نگاره‌ای از رود یوکان در آلاسکا نشان دهندهٔ واجریانی شاخه‌های گوناگون رود است.